# サレール (チーズ)
サレールチーズ（フランス語: Salers）は、フランス、オーヴェルニュ地方の、カンタル県全域の他、アヴェロン県、ピュイ＝ド＝ドーム県など、主にサレール付近で牛乳を原料として製造されるセミハードタイプのチーズ。製法はカンタルチーズと「全く同じ」であるが、生産期間と生産者に差異がある。生産期間は毎年決まった期間内だけ（AOC：5月1日から10月31日、AOP：4月15日から11月15日）でかつ、生産者も農家のみに限られ、できあがった製品には農家と生産日を識別するためのアルミ製の赤いプレートが付けられる。また、無殺菌乳のみを使用するのもサレールの特徴でカンタルとの違いである。生産の過程でできるカードはその後トム・フレッシュと呼ばれる状態になる。

## 関連文献
- 徳井友紀子「山小屋で作るチーズ サレール」『辻調おいしいネット / とっておきのヨーロッパだより』、辻調グループ校、n.d.。2013年7月21日閲覧。
- 「フランス食品衛生安全庁(AFSSA)、チーズの微生物に関する意見書」『食品安全関係情報詳細』、食品安全委員会、2005年。2013年7月21日閲覧。